# Шафер, Игорь Борисович
Игорь Борисович Шафер (6 сентября 1954 год, Кронштадт, Россия) — один из первых промоутеров СССР, кандидат педагогических наук, тренер и менеджер по профессиональному боксу, старший тренер женской сборной Санкт-Петербурга по боксу. Подготовивший несколько российских чемпионов мира и Европы, среди которых Роман Кармазин, Дмитрий Кириллов, Максим Нестеренко, Александр Зайцев и другие боксеры.

## Биография
Игорь Шафер увлекся боксом довольно поздно, в 10-м классе, но, будучи уже студентом института Лесгафта, дошёл до кандидата в мастера спорта. Продвинуться дальше помешала травма руки. Работал тренером в кронштадтской спортшколе, затем в городской спортшколе. В числе его воспитанников — Андрей Рудеев, выполнивший норму мастера спорта в 15 лет. В начале 90-х, когда началось продвижение профессионального бокса в стране, занялся организацией боксерских шоу, одно из первых провел в родном Кронштадте вместе с Кириллом Набутовым и его «Адамовым яблоком».
В 1990-м тренер Игорь Шафер организовал боксерский клуб «Петербургская перчатка». Клуб базировался в знаменитом зале бокса ленинградского «Динамо». Шафер отсматривал любителей и предлагал тем, кто ему понравился, перейти в профессионалы. Также в этом году Шафер организовал первое в Кронштадте боксерское шоу с участием профессиональных боксеров.
В 2015-м открыл школу бокса «Невская перчатка».

## Тренерская и промоутерская деятельность
Свое первое профессиональное боксерское шоу он организовал в своем родном городе Кронштадте в ноябре 1990 года. Шафер был промоутером первого чемпиона СССР по боксу Сергея Степанова, под его руководством Роман Кармазин, Александр Ягупов, Максим Нестеренко, Виктор Оганов, Дмитрий Кириллов, Алексей Ильин, Денис Бахтов, Михаил Криволапов, Александр Зайцев, Иван Кирпа, Георгий Канделаки, Артур Шехмурзов, Юрий Раманов, Юрий Царенко, Асланбек Кодзоев и другие боксеры.
Подготовил:
Олимпийский бокс: 1 мастер спорта СССР, 2 мастера спорта России, 3 члена женской сборной России по боксу
Профессиональный бокс: 1 Чемпион СССР, 2 Чемпиона России, 2 Чемпиона СНГ, 3 Чемпиона Мира WBC среди молодёжи, 1 Чемпион Балтийских стран WBC, 9 Интерконтинентальных и Интернациональных Чемпиона WBC, WBA, IBF, WBO, 3 претендента на Титул Чемпиона Мира WBC, 1 претендент на Титул Чемпиона Мира WBO, 4 Чемпиона Европы.